# Fernand de La Tombelle

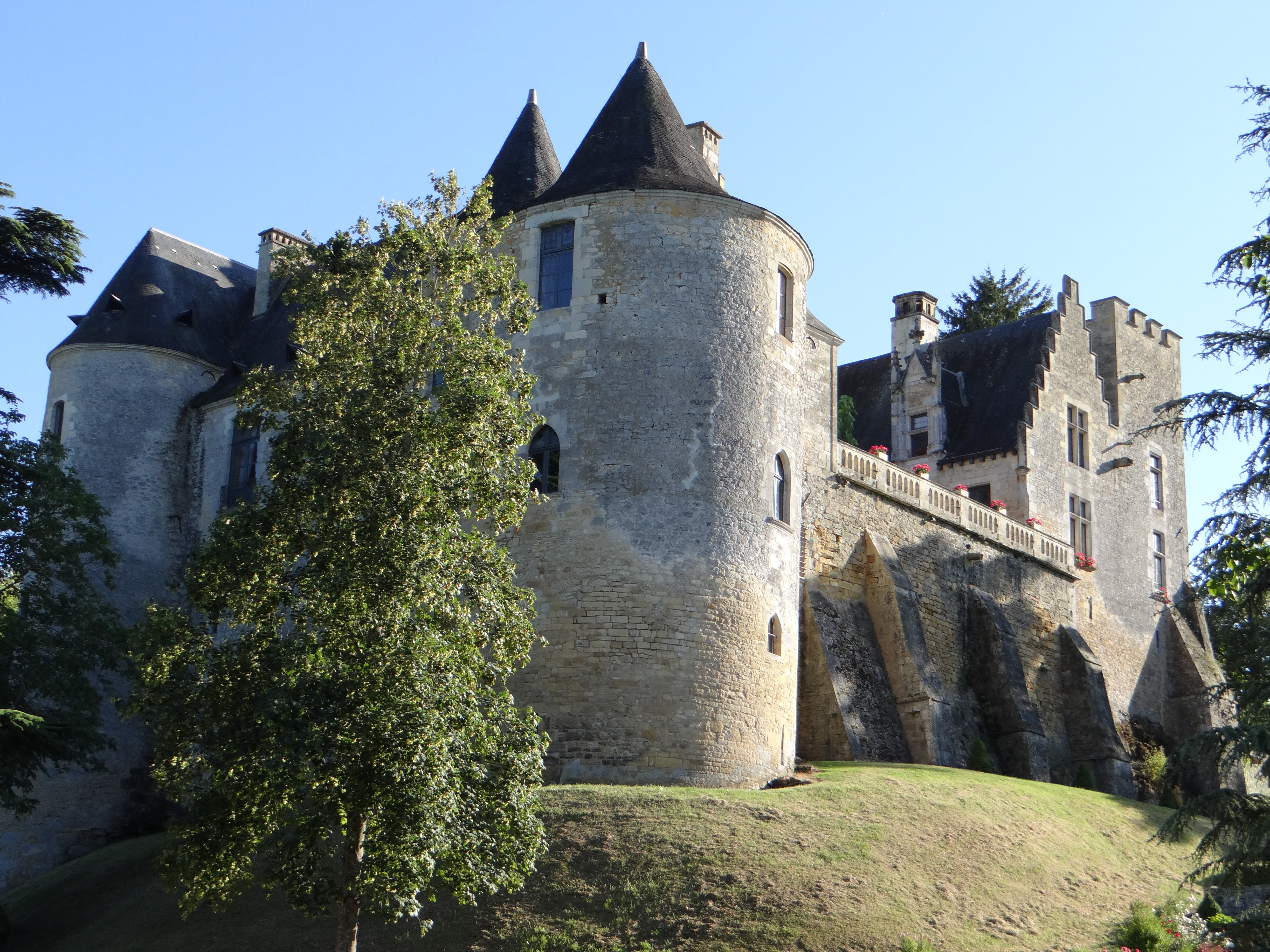
Châteaux de Fayrac, woning van La Tombelle in de Dordogne

Antoine Louis Joseph Gueyrand Fernand Fouant de La Tombelle (Parijs, 3 augustus 1854 – Château de Fayrac in Castelnaud-la-Chapelle, 13 augustus 1928) was een Franse componist, organist en muziekpedagoog. Hij behoorde tot de Franse adel met de titel baron.

## Levensloop
Fernand was het enig kind van een welgesteld echtpaar uit aanzienlijke families: baron Adolphe Fouant de La Tombelle (1817-1873) en Louise Gueyraud (1829-1898). Zijn moeder was een uitstekend pianiste, die les had gehad van de beroemde klaviervirtuozen Sigismund Thalberg en Franz Liszt. Ze gaf haar zoon zelf pianoles. 
In 1872, op achttienjarige leeftijd, besloot La Tombelle zijn professionele leven aan de muziek te wijden. Na privélessen piano, orgel en harmonieleer bij Alexandre Guilmant werd hij toegelaten tot het Conservatoire de Paris, waar Théodore Dubois zijn hoofdleraar werd in contrapunt, fuga en compositie. Ook van Camille Saint-Saëns heeft hij veel geleerd. 
Als organist was La Tombelle vanaf 1878, toen hij met Guilmant mocht optreden op het grote nieuwe Cavaillé-Coll-concertorgel van het Palais du Trocadéro, tot aan 1898 assistent en vaste invaller voor zijn mentoren Guilmant en Dubois. Hij vergezelde hen op concertreizen en bespeelde ook vaak 'hun' Cavaillé-Coll-kerkorgels in Parijs, respectievelijk het hoofdorgel van de Église de la Sainte-Trinité en het orgel van La Madeleine. Zelf is hij nooit organist-titularis van een 'eigen' kerk geweest. Wel gaf hij recitals op vele orgels in heel Frankrijk.
Op 12 juli 1880 trouwde hij in Parijs met Henriette Delacoux de Marivault (1857-1943), die als schrijfster van romans, poëzie en het toneelstuk L'horloger de Strasbourg bekend werd onder het pseudoniem Camille Bruno. Ze kregen twee kinderen, Henry (1881-1970) en Denise (1884-1945). Gedichten van haar hand werden op muziek gezet door haar echtgenoot. Ze bracht die liederen zelf ten gehore "met een welluidende zangstem". Ook Théodore Dubois en Jules Massenet, een goede vriend van het echtpaar, toonzetten een aantal van haar gedichten.
In 1894 werd La Tombelle door Alexandre Guilmant, Charles Bordes en Vincent d'Indy betrokken bij de oprichting van de Schola Cantorum de Paris. Hij was tot 1904 de hoofddocent in het vak harmonieleer. Tot zijn studenten behoorden Louis Boyer, René de Castéra, Auguste Le Guennant, Marc de Ranse, Blanche Selva, Déodat de Séverac en Jean Vadon. Hij deelde de functie van 'inspecteur-général' van de school met Pierre de Bréville. 
Als componist was hij zeer productief en ook trad hij op als (koor)dirigent. Hij werkte mee aan de uitgave Répertoire moderne de musique religieuse en schreef musicologische artikelen in La Tribune de Saint-Gervais, maar zijn culturele belangstelling was veel breder dan muziek. La Tombelle interesseerde zich voor poëzie, volkskunst, beeldhouwkunst, fotografie en astronomie. Hij schreef een receptenboek over de bereiding van foie gras en truffels (Les Pâtés de Périgueux). Ook was hij een bevlogen wielrenner.
In zijn late jaren bewoonde La Tombelle het Château de Fayrac in Castelnaud-la-Chapelle in de Dordogne, dat hij geërfd had. Zijn moeder was er geboren. Dit 13e-eeuwse kasteel, dat hij uitgebreid had laten restaureren, was de plek waar baron Fernand Fouant de La Tombelle in 1928 op 74-jarige leeftijd overleed. Hij werd begraven in Parijs op de Cimetière du Montparnasse, waar ook de verwante componisten Franck, Guilmant, Saint-Saëns, D'Indy en Vierne zijn bijgezet. Zijn vrouw Henriette (Camille Bruno) overleefde hem vijftien jaar en werd in 1943 begraven op Père-Lachaise.

## Componist
La Tombelle heeft een uitgebreid oeuvre op zijn naam staan in vele muzikale genres, in de stijl van de laatromantische Franse traditie en gebaseerd op klassieke vormkenmerken. Zijn muziek wordt beschouwd als vakkundig, verzorgd, verfijnd, aantrekkelijk en fantasievol, maar niet opvallend origineel: invloeden van collega-componisten als César Franck, Charles-Marie Widor, Alexandre Guilmant en Camille Saint-Saëns overheersen. Zijn liederen lijken vooral geënt op die van Charles Gounod, Jules Massenet, Henri Duparc en Gabriel Fauré. In later werk, zoals zijn Cellosonate, verwijdert zijn stijl zich enigszins van de opvattingen van de door D'Indy aangevoerde "bande à Franck" en tendeert voorzichtig naar het muzikale impressionisme van Debussy.
Zijn composities behoren niet tot het standaardrepertoire, maar vooral zijn Toccata in e-mineur voor orgel en zijn Strijkkwartet, die tot zijn beste werken worden gerekend, zijn met enige regelmaat gespeeld en vastgelegd. Zijn Mélodies (liederen) werden in 2017 op cd uitgebracht door de bariton Tassis Christoyannis en de pianist Jeff Cohen. De Nederlandse pianist Hannes Minnaar maakte in 2019 een opname van zijn Fantaisie voor piano en orkest, als onderdeel van een aan La Tombelle gewijd cd-project van Palazzetto Bru Zane. De Poolse organist Stanisław Maryjewski nam in 2020 zijn complete orgelwerk op.

## Prijzen
La Tombelle kreeg tweemaal de gouden medaille behorend bij de Grand Prix Pleyel, voor zijn Fantaisie pour piano et orchestre (1888) en zijn Strijkkwartet (1894). In 1896 werd hem de Prix Chartier van de Académie des beaux-arts uitgereikt vanwege de kwaliteit van zijn kamermuziek.

## Werken

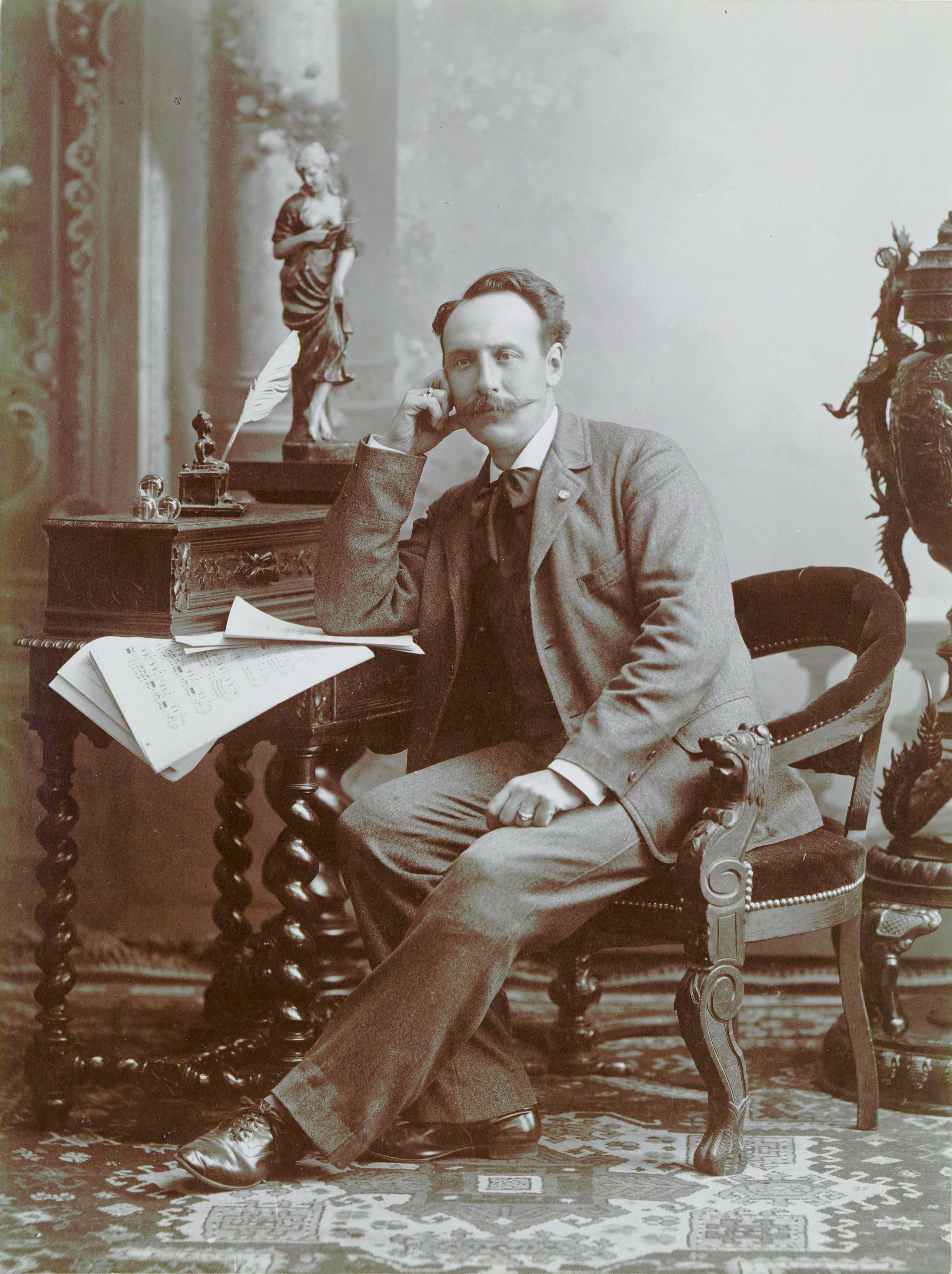
La Tombelle in 1890

### Vocale muziek
- Liederen Chansons et rêveries et Mélodies de la Nature (o.a. Sonnet d'Estienne de La Boétie, Le cavalier mongol en Les papillons) op gedichten van Victor Hugo, Alphonse de Lamartine, Théophile Gautier, Leconte de Lisle.
- Koormuziek
  - La Chasse - Le Soleil de Minuit - Les Épousailles - Légende de la Glèbe - Le Furet - Vers la Lumière.
- Mannenkoor a capella (1908)
  - Septembre - Nous n’irons plus au bois - Les Tambourinaires - Le Veilleur du Beffroy - La Fausse Enchanteresse - La Bonne Route

### Muziektheater
- Un bon numéro en Un rêve au pays du bleu (1892), operette
- Gargouillado l'infamo, opéra-bouffe onder de naam "Fernando de La Tombellini", parodie op een Italiaanse opera

### Religieuze muziek
- Oratoria
  - Crux (1922) - Les sept Paroles du Christ - L’Abbaye - Noël au village (1919).
- Missen
  - Messe de Noël  - Messe brève, Messe en l'honneur de St-Pierre
- Motetten
  - Sancta Maria succurre miseris - Benedicta es tu - Tantum ergo - Adoro te devote - Ave verum (1911).
- Cantates
  - Sainte-Cécile, Sainte-Anne, Jérusalem, Jeanne d’Arc - Ode à Jeanne d’Arc
- Cantiques
  - 2 Cantiques à la Très Sainte Vierge I. La Couronne fleurie II. Chrétiens, Chrétiennes, à genoux !

### Kamermuziek
- Prélude et Fugue in a-mineur, twee piano's (1887)
- Prélude pour un conte de fées, piano vierhandig
- Suite pour trois violoncelles (1921).
- Berceuse voor viool en piano (1895).
- Pianotrio op. 35 (1894)
- Strijkkwartet in E-majeur op. 36 (1894)
- Sonate voor piano en viool in d-mineur op. 40 (1898)

### Orkest
- Toneelmuziek
  - L’apothéose de la cité - La Magdaléenne - La Muse fleurie - La Roche aux fées -Un Rêve au pays du bleu - Yannick
- Suites
  - Impressions naturelles - Livres d’images - Suite féodale - Tableaux musicaux
- Symfonisch gedicht
  - Antar
- Fantaisie voor piano en orkest in f-mineur op. 26 (1887).
- Diversen 
  - Ego sum resurrectio et vita - Paraphrase voor orgel met orkest ad libitum op. 34 (1894)
  - Menuet Gay - orkestbewerking

### Harmonium
- Méthode d’harmonium
- Méditation in d-mineur (1912)
- Toccata in f-mineur (1912)
- Cinquante Pièces d'Harmonium
- In Pace à la mémoire d'Alexandre Guilmant

### Orgel
- Offertoire pour Pâques, Pastorale-Offertoire et Six versets (1883)
- Marche Nuptiale in E-majeur (z.j.)
- Les Vêpres du commun des Saints : VIIe série, Vêpres d'un Confesseur Pontife - 8 antiennes pour orgue (z.j.)
- Symphonie pascale pour orgue
- Pièces d’orgue op. 23, en 6 livraisons (1888-1891)
  - De bekende Toccata in e-mineur is de finale van livraison nr. 4
- Deuxième série de Pièces d’Orgue op. 33, en 6 livraisons (1891)
- Troisième série de Pièces d’Orgue. No. 1. Rapsodie Béarnaise (1900)
- Interludes dans la Tonalité Grégorienne et Harmonisation des Versets pour la Messe «Dominicis Infra Annum» (1906)
- Fantaisie sur deux thèmes (profane et grégorien) : Chanson de Nougolhayro et Hymne de l'Avent (1907)
- Cantilène voor groot orgel - Vox angelorum (sans péd.) (1911).
- Suite d’orgue sur des thèmes grégoriens (1911)
- Suite d’orgue sur des thèmes grégoriens empruntés à l’Office de Noël (1911)
- Suite d’orgue sur des thèmes grégoriens empruntés à l’Office de Pâques (1911)
- Suite d’orgue sur des thèmes grégoriens empruntés à l’Office de la Pentecôte (1911)
- Andantino in Es-majeur (1914)
- Voces Belli (1921)

## Publicaties
- Les Pâtés de Périgueux, 1909 ; Périgueux : P. Fanlac, 1990
- L’Oratorio et la Cantate, Paris, 1911
- Le château de Castelnaud, dans Bulletin de la Société historique et archéologique du Périgord, 1918, pp. 204-217, 245-259, 294-307. (lire en ligne)